# Saison 1 de Vive la colo !
Chronologie
Saison 2
Cet article recense le guide des épisodes de la première saison de la série française Vive la colo !.

## Généralités
- Tournage : la série est principalement tourné à Salles-sur-Mer [1].
- Diffusions et succès :
  - Diffusé pour la première fois sur TF1 en avril 2012, la série conquiert rapidement un large public[2].
  - Une seconde diffusion a eu lieu sur NT1 en juin/juillet 2012.

## Saison 1 (2012)

### Épisode 1:Le Débarquement
- Première diffusion : 16 avril 2012 sur TF1
- Audience : 6,67 millions de téléspectateurs (24,4 %)
- Résumé : Rien ne va plus à la colonie de vacances des Embruns ! Depuis que le directeur, Victor Kemener, a été hospitalisé, les enfants ont pris le pouvoir et règnent en maître dans l'établissement. Capucine Kabik, l'intendante, est totalement dépassée. Ne sachant plus comment s'en sortir, elle décide d'appeler à l'aide Morgane, la fille de Victor, pourtant fâchée avec son père depuis des années, et réussit à la convaincre de revenir aux Embruns. Dès son arrivée, Morgane constate l'étendue des dégâts. Elle accepte de prendre la relève de son père à la tête de la colo pour une semaine. Mais la présence dans l'équipe de Loïc, son premier amour, et l'arrivée inopinée de Thomas, l'homme dont elle vient de se séparer, ne vont pas lui faciliter la vie.

### Épisode 2:La Découverte
- Première diffusion : 16 avril 2012 sur TF1
- Audience : 6,32 millions de téléspectateurs (27,1 %)
- Résumé : Après l'accident de l'un des moniteurs, Thomas rejoint l'équipe au pied levé. Morgane n'est pas enchantée par la situation mais, ne disposant d'aucune autre solution, elle accepte. Loïc, lui, voit d'un mauvais œil la présence de ce rival auprès de celle qu'il compte bien reconquérir. Un soir, un feu se déclare dans la chambre de Manu, le chef cuisinier. Alors que tout le monde semble avoir été évacué, il se précipite dans les flammes et en ressort avec sa fille, Lucie, dont tout le monde ignorait l'existence.

### Épisode 3:La Grande Randonnée
- Première diffusion : 23 avril 2012 sur TF1
- Audience : 6,25 millions de téléspectateurs (22,4 %)
- Résumé : Enceinte de Loïc, Morgane a pourtant accepté de se remettre en couple avec Thomas. Ne sachant que dire aux deux hommes pour ne pas compliquer la situation, elle décide dans un premier temps de leur cacher sa grossesse. Elle n'a d'ailleurs pas le temps de s'attarder sur sa situation puisque tout le monde part pour une grande randonnée. Une occasion pour tous les jeunes de faire des bêtises. Driss n'arrive toujours pas à s'imposer et se fait chahuter par son groupe ; Loïc ne remarque pas que certains adolescents cherchent à trouver des champignons hallucinogènes dans la nature ; quant à Morgane, préoccupée par sa situation personnelle, elle ne voit pas qu'une adolescente, Lou, veut fuguer pour rejoindre son petit ami.

### Épisode 4:Les Olympiades
- Première diffusion : 23 avril 2012 sur TF1
- Audience : 6,002 millions de téléspectateurs (25,4 %)
- Résumé : Comme tous les ans, une compétition sportive, Les Olympiades, est organisée aux Embruns. Chaque moniteur prend en charge une équipe. L'occasion idéale pour Loïc et Thomas, jaloux l'un de l'autre, de se confronter. Constatant qu'ils font preuve d'une rivalité excessive et ridicule pendant les épreuves, Morgane est obligée d'intervenir pour les rappeler à l'ordre. Pour rassurer Thomas, elle le demande en mariage. Mais la réaction de ce dernier n'est pas celle qu'elle attendait... Parallèlement, son père décide enfin de lui dire la vérité sur sa mère.

### Épisode 5:Petit Divorce entre amis
- Première diffusion : 30 avril 2012 sur TF1
- Audience : 6,16 millions de téléspectateurs (23,2 %)
- Résumé : Laurence, l'ex-femme de Thomas, est revenue et elle rechigne à signer les documents de divorce. Elle lui montre une affiche qui dit qu'un restaurant est à acheter : c'est le restaurant dans lequel Thomas a passé toutes ses vacances d'été. À la fin de l'épisode, on apprend que Thomas n'est peut-être pas stérile.

### Épisode 6:Ce n’est qu’un au revoir
- Première diffusion : 30 avril 2012 sur TF1

- Résumé : Une inspectrice arrive aux Embruns et dès le début, c'est la catastrophe : Morgane crache son café sur l'inspectrice. Les choses ne vont pas en s'arrangeant : Thomas est parti faire un test pour savoir s'il est vraiment stérile et ils doivent donc lui trouver un remplaçant. Victor est à l'hôpital et ne s'entend pas du tout avec sa colocataire de chambre. Thomas n'est donc pas stérile mais Morgane fait une échographie : pas de doute, c'est bien Loïc le père. Voila ce qui crée un chamboulement dans l'histoire.